# Schwächlicher Frauenschuh
Der Schwächliche Frauenschuh (Cypripedium debile) ist eine Pflanzenart aus der Gattung Cypripedium in der Familie der Orchideen (Orchidaceae).

## Beschreibung
Der Schwächliche Frauenschuh ist eine ausdauernde Pflanze mit einem kurzen Rhizom, die Wuchshöhen von 10 bis 30 Zentimeter erreicht. Zwei Blätter stehen fast gegenständig in der Mitte des Stängels. Sie sind breit oval bis herzförmig und am Rand oft gewellt und fein bewimpert. Die Nerven enden an der Blattspitze. Der Blütenstand ist nickend und trägt eine einzelne Blüte. Die Hochblätter sind linealisch. Der Fruchtknoten ist kahl. Die äußeren und inneren Perigonblätter sind hellgrün oder gelbgrün und am Grund purpurn gezeichnet. Die Lippe ist weiß und ebenfalls purpurn gezeichnet. Das Staminodium ist rundlich bis oval. Die entstehende Kapselfrucht ist schmal oval.
Blütezeit ist von Mai bis Juni, die Früchte reifen im August und September.
Die Chromosomenzahl beträgt 2n = 20.

## Vorkommen
Der Schwächliche Frauenschuh kommt in West- und Zentralchina, auf Taiwan und in Japan in Laubmischwäldern und in der Laubstreu an schattigen Orten in Höhenlagen von 1000 bis 3400 Meter vor.

## Taxonomie
Der Schwächliche Frauenschuh wurde 1874 von Heinrich Gustav Reichenbach in Xenia Orchidacea: Beitraege zur Kenntniss der Orchideen Band 2, Seite 223 erstbeschrieben.

## Nutzung
Der Schwächliche Frauenschuh wird selten als Zierpflanze für Moorbeete und Gehölzgruppen genutzt.